# Vera Rüdiger

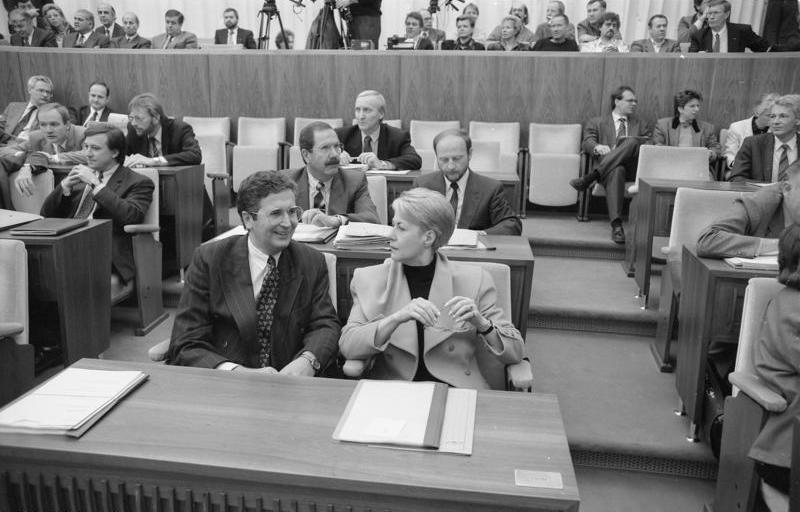
Vera Rüdiger 1989 im Bundesrat mit Klaus Wedemeier

Vera Rüdiger (* 5. April 1936 in Vollmarshausen) ist eine deutsche Politologin und Politikerin (SPD).

## Leben und Werk
Nach dem Abitur studierte Rüdiger Theaterwissenschaften, Soziologie und Politikwissenschaft in Marburg. Sie promovierte 1965 bei Wolfgang Abendroth über Die kommunalen Wahlvereinigungen in Hessen zum Dr. phil., war von 1959 bis 1961 als Lehrerin im Schuldienst und von 1961 bis 1970 als Lehrerin im Hochschuldienst tätig. Sie war von 1972 bis 1975 Gründungspräsidentin der Gesamthochschule Kassel.
Dem Hessischen Landtag gehörte sie von 1970 bis 1972 und wieder von 1978 bis 1987 an. Während sie bei der Landtagswahl in Hessen 1983 im Wahlkreis Main-Kinzig III gewählt wurde, gelangte sie bei den übrigen Wahlen über die SPD-Landesliste in das Parlament. Von 1974 bis 1978 amtierte sie als Staatssekretärin im hessischen Kultusministerium. Als erste Frau wurde sie 1978 von Holger Börner in eine hessische Landesregierung berufen, wo sie bis 1984 als Ministerin für Bundesangelegenheiten amtierte, anschließend leitete sie bis 1987 das Hessische Ministerium für Wissenschaft und Kunst. Von 1988 bis 1991 war sie im Bremer Senat für das Gesundheitsressort und für Bundesangelegenheiten zuständig.

## Werke
- Rüdiger, Vera: Die kommunalen Wahlvereinigungen in Hessen. Meisenheim am Glan 1966.
- Rüdiger, Vera: Schul- und Hochschulreform. Bonn 1970.
- Rüdiger, Vera: NS-Lager in Hessen. Wiesbaden 1985.